# HSPA1A
HSPA1A（heat shock protein family A (Hsp70) member 1A）またはHSP70-1、Hsp72は、ヒトではHSPA1A遺伝子にコードされるタンパク質である。Hsp70ファミリータンパク質、そしてシャペロンタンパク質の1つとして、新たに翻訳されたタンパク質や誤ったフォールディングをしたタンパク質が適切にフォールディングするよう促進するとともに、変異タンパク質の安定化や分解にも寄与する。さらに、DNA修復も促進する。HSPA1Aの機能は、シグナル伝達、アポトーシス、タンパク質の恒常性、細胞成長、細胞分化などの生物学的過程に寄与している。また、広範囲のがん、神経変性疾患、細胞老化や加齢、2型糖尿病や関節リウマチなどの炎症疾患とも関連している。

## 構造
イントロンを持たないHSPA1A遺伝子にコードされるHSPA1Aタンパク質は、Hsp70ファミリーに属する。そのため、C末端に基質結合ドメイン、N末端にATP結合ドメインが存在する。基質結合ドメインは2層のβサンドイッチからなるサブドメイン（SBDβ）とαヘリカルサブドメイン（SBDα）の2つのサブドメインから構成され、両者はループLα,βによって連結されている。SBDβにはペプチド結合ポケットが含まれ、SBDαは基質が結合する溝を覆うふたとして機能する。ATP結合ドメインは4つのサブドメインから構成され、中心に位置するATP/ADP結合ポケットによって2つのローブへと分割される。2つのドメインはループLL,1と呼ばれる保存された領域によって連結されており、この領域はアロステリック調節に重要である。最もC末端の部分に存在する構造をとらない領域は、コシャペロンのドッキング部位となっていると考えられている。

## 機能
HSPA1Aタンパク質はHsp70ファミリーの一員である。このタンパク質は他の熱ショックタンパク質とともに既存のタンパク質を凝集から保護し、細胞質基質やオルガネラにおいて新生タンパク質のフォールディングを補助する。非ネイティブタンパク質を適切にフォールディングさせるため、HSPA1AはATPに制御された形でタンパク質の疎水的ペプチド断片と相互作用する。正確な機構はいまだ不明であるものの、少なくともkinetic partitioningとlocal unfoldingと呼ばれる2つの代替的な作用機構が存在する。Kinetic partitioning機構では、Hsp70は基質の結合と放出のサイクルを繰り返し、遊離している基質の濃度を低く維持する。この機構は凝集を効果的に防ぎ、遊離した基質のネイティブ状態へのフォールディングを可能にする。Local folding機構では、結合と放出のサイクルによって基質の局所的なフォールディングを誘導し、ネイティブ状態へのフォールディングのための速度論的障壁を越えるよう補助する。こうしたタンパク質フォールディング機能は、最終的にはシグナル伝達、アポトーシス、タンパク質恒常性、細胞成長、分化といった機能に寄与する。
タンパク質のフォールディング、輸送、分解といった過程に加えて、Hsp70ファミリーは変異タンパク質の機能を保持する役割を果たす場合がある。しかしながら、ストレス条件下でHsp70の処理能力を越えた場合には、変異の影響が表出する。Hsp72はDNAを損傷から保護し、塩基除去修復やヌクレオチド除去修復といったDNA修復過程にも関与する。さらにこのタンパク質は、細胞傷害性T細胞への効果的な抗原提示を促進することで、抗原特異的腫瘍免疫を高める。また、AUF1との相互作用を介してユビキチン-プロテアソーム系にも関与している。HSPA1A遺伝子はMHCクラスIII遺伝子領域に位置し、類似したタンパク質をコードする2つの密接に関連した遺伝子とともにクラスターとして存在する。Hsp72は免疫細胞においてTNF-α、IL-1β、IL-6といった炎症性サイトカインの産生を誘導することで代謝恒常性の破綻から保護し、それによって炎症を低下させ骨格筋の酸化能力を改善する。Hsp72は正常条件下では非常に低濃度で存在するが、ストレス下では大幅に発現が増加し、さまざまな病的状態における有害な影響から細胞を効果的に保護する。
Hsp72はApaf-1に結合してプロカスパーゼ-9の活性化を阻害することで、カスパーゼ依存的アポトーシスに直接的に関与する。さらに、Hsp72はSMAC/Diabloの放出を阻害し、XIAPに結合して分解を防ぐことで、アポトーシスを阻害することも観察されている。Hsp72はAIFM1にも結合し、カスパーゼ非依存的アポトーシスにも関与している。

## 臨床的意義
Hsp72を含むHsp70タンパク質は、カスパーゼ依存性経路に対して作用することでアポトーシスを阻害し、TNF-α、スタウロスポリン、ドキソルビシンといったアポトーシスを誘導する因子に対抗する。こうした役割のため、発がん、神経変性、細胞老化など多くの病理過程に関与している。特に、Hsp72の過剰発現は、肝細胞がん、胃がん、結腸がん、乳がん、肺がんなど一部のがんの発生と関連しており、これらのがんの予後マーカーとして利用される。腫瘍細胞でのHsp70の発現上昇は、癌胎児蛋白との複合体形成と安定化、そして細胞内の部位への輸送を行うことで腫瘍細胞の増殖を促進し、腫瘍の悪性度や治療抵抗性を高めている可能性がある。そのため、Hsp70を標的としたがんワクチン戦略は動物モデルで高い成功を収めており、臨床試験へ進行している。その1つであるHsp72とAFPを用いたワクチンはマウス実験でAFP発現腫瘍に対する頑強な保護免疫機能が示されており、肝細胞がん治療に対する有望性がある。一方、Hsp70の過剰発現は心筋細胞における虚血再灌流による損傷や、アルツハイマー病、パーキンソン病、ハンチントン病、脊髄小脳変性症などの神経変性疾患による損傷、また加齢や細胞老化を緩和する。百寿者では、熱ショック後にHsp70産生の強力な誘導が観察される。
2型糖尿病（T2DM）に関しては、BGP-15と呼ばれるHsp72の低分子活性化剤がインスリン抵抗性マウスモデルにおいてインスリン感受性や炎症を改善することが示されており、ラットT2DMモデルにおいてミトコンドリアの体積を増やし、代謝恒常性を改善することが示されている。BGP-15は第2b相臨床試験まで進行しており、これまで副作用は観察されていない。当初Hsp72の発現はGLUT4との直接的相互作用を介してインスリン感受性に影響を及ぼしている可能性が考えられていたが、こうした関連の確証は得られていない。T2DM患者に対するhyperinsulinemic-euglycemic clamp時に、Hsp72がグルコースの取り込みを刺激することでインスリン感受性を改善することは実験的に示されている。さらに、Hsp72は他の炎症疾患である関節リウマチとも関係しており、患者の診断や疾患活動性の評価への利用の可能性がある。

## 相互作用
HSPA1Aは次に挙げる因子と相互作用することが示されている。

## 関連文献
- “The role of Vpr in HIV-1 pathogenesis.”. Curr. HIV Res. 3 (1):  43–51. (2005). doi:10.2174/1570162052772988. PMID 15638722.
- “Viral infections and cell cycle G2/M regulation.”. Cell Res. 15 (3):  143–9. (2005). doi:10.1038/sj.cr.7290279. PMID 15780175.
- “HIV-1 viral protein R (Vpr) & host cellular responses.”. Indian J. Med. Res. 121 (4):  270–86. (2005). PMID 15817944.
- “Human immunodeficiency virus type 1 (HIV-1) Vpr-regulated cell death: insights into mechanism.”. Cell Death Differ. 12 (Suppl 1):  962–70. (2006). doi:10.1038/sj.cdd.4401583. PMID 15832179.
- “Syntenic conservation of HSP70 genes in cattle and humans.”. Genomics 14 (4):  863–8. (1993). doi:10.1016/S0888-7543(05)80106-5. PMID 1478667.
- “Anti-androgens and the mutated androgen receptor of LNCaP cells: differential effects on binding affinity, heat-shock protein interaction, and transcription activation.”. Biochemistry 31 (8):  2393–9. (1992). doi:10.1021/bi00123a026. PMID 1540595.
- “The human heat shock protein hsp70 interacts with HSF, the transcription factor that regulates heat shock gene expression.”. Genes Dev. 6 (7):  1153–64. (1992). doi:10.1101/gad.6.7.1153. PMID 1628823.
- “Structure and expression of the three MHC-linked HSP70 genes.”. Immunogenetics 32 (4):  242–51. (1990). doi:10.1007/BF00187095. PMID 1700760.
- “Human major histocompatibility complex contains genes for the major heat shock protein HSP70.”. Proc. Natl. Acad. Sci. U.S.A. 86 (6):  1968–72. (1989). Bibcode: 1989PNAS...86.1968S. doi:10.1073/pnas.86.6.1968. PMC 286826. PMID 2538825.
- “Structure and expression of the human gene encoding major heat shock protein HSP70.”. Mol. Cell. Biol. 5 (2):  330–41. (1985). doi:10.1128/MCB.5.2.330. PMC 366716. PMID 2858050.
- “Localization of a human heat-shock HSP 70 gene sequence to chromosome 6 and detection of two other loci by somatic-cell hybrid and restriction fragment length polymorphism analysis.”. Hum. Genet. 75 (2):  123–8. (1987). doi:10.1007/BF00591072. PMID 2880793.
- “Molecular cloning of sequences encoding the human heat-shock proteins and their expression during hyperthermia.”. Gene 43 (1–2):  147–54. (1986). doi:10.1016/0378-1119(86)90018-1. PMID 3019832.
- “Chromosomal location of human genes encoding major heat-shock protein HSP70.”. Somat. Cell Mol. Genet. 13 (2):  119–30. (1987). doi:10.1007/BF01534692. hdl:2027.42/45535. PMID 3470951.
- “In vitro transcription of a human hsp 70 heat shock gene by extracts prepared from heat-shocked and non-heat-shocked human cells.”. Nucleic Acids Res. 14 (22):  8933–48. (1987). doi:10.1093/nar/14.22.8933. PMC 311921. PMID 3786141.
- “Conserved features of eukaryotic hsp70 genes revealed by comparison with the nucleotide sequence of human hsp70.”. Proc. Natl. Acad. Sci. U.S.A. 82 (19):  6455–9. (1985). Bibcode: 1985PNAS...82.6455H. doi:10.1073/pnas.82.19.6455. PMC 390735. PMID 3931075.
- “The 70-kDa heat shock proteins associate with glandular intermediate filaments in an ATP-dependent manner.”. J. Biol. Chem. 270 (2):  915–22. (1995). doi:10.1074/jbc.270.2.915. PMID 7529764.
- “Multiple p53 protein isoforms and formation of oligomeric complexes with heat shock proteins Hsp70 and Hsp90 in the human mammary tumor, T47D, cell line.”. Appl. Theor. Electrophor. 4 (1):  11–8. (1995). PMID 7811761.
- “Human immunodeficiency virus type 1 interaction with the membrane of CD4+ cells induces the synthesis and nuclear translocation of 70K heat shock protein.”. J. Gen. Virol. 75 (1):  193–9. (1994). doi:10.1099/0022-1317-75-1-193. PMID 7906708.
- “Oligo-capping: a simple method to replace the cap structure of eukaryotic mRNAs with oligoribonucleotides.”. Gene 138 (1–2):  171–4. (1994). doi:10.1016/0378-1119(94)90802-8. PMID 8125298.
- “Mutational analysis of the hsp70-interacting protein Hip.”. Mol. Cell. Biol. 16 (11):  6200–7. (1996). doi:10.1128/MCB.16.11.6200. PMC 231623. PMID 8887650.